# Victoria Orjikh
Victoria Saavedra Rojas -más conocida por su seudónimo literario Victoria Orjikh- (Santiago de Chile, 14 de octubre de 1908-Ibídem, 4 de mayo de 1983) fue una poeta, cuentista, novelista y dramaturga chilena.
Debutó a los doce años con un cuento publicado en la revista Familia, aunque de acuerdo a su propia opinión, inició su producción literaria en el teatro.

## Obras
- Melodía de antaño (relatos, Santiago: s.n., 1947).
- Canto a Villa Alegre: Estampa de un pueblo (Santiago: s.n, 1959).
- Elegía a la vida y a la muerte de Boris Orjikh Svetaev (Santiago: Esc. Nacional de Artes Gráficas, 1960).
- Regreso al misterio (cuentos, Santiago: Orbe, 1964).
- Manos de mujer (Santiago: s.n., c1976).
- La torre de los alcázar (Santiago: s.n., 1983).